# Lebak, Sultan Kudarat

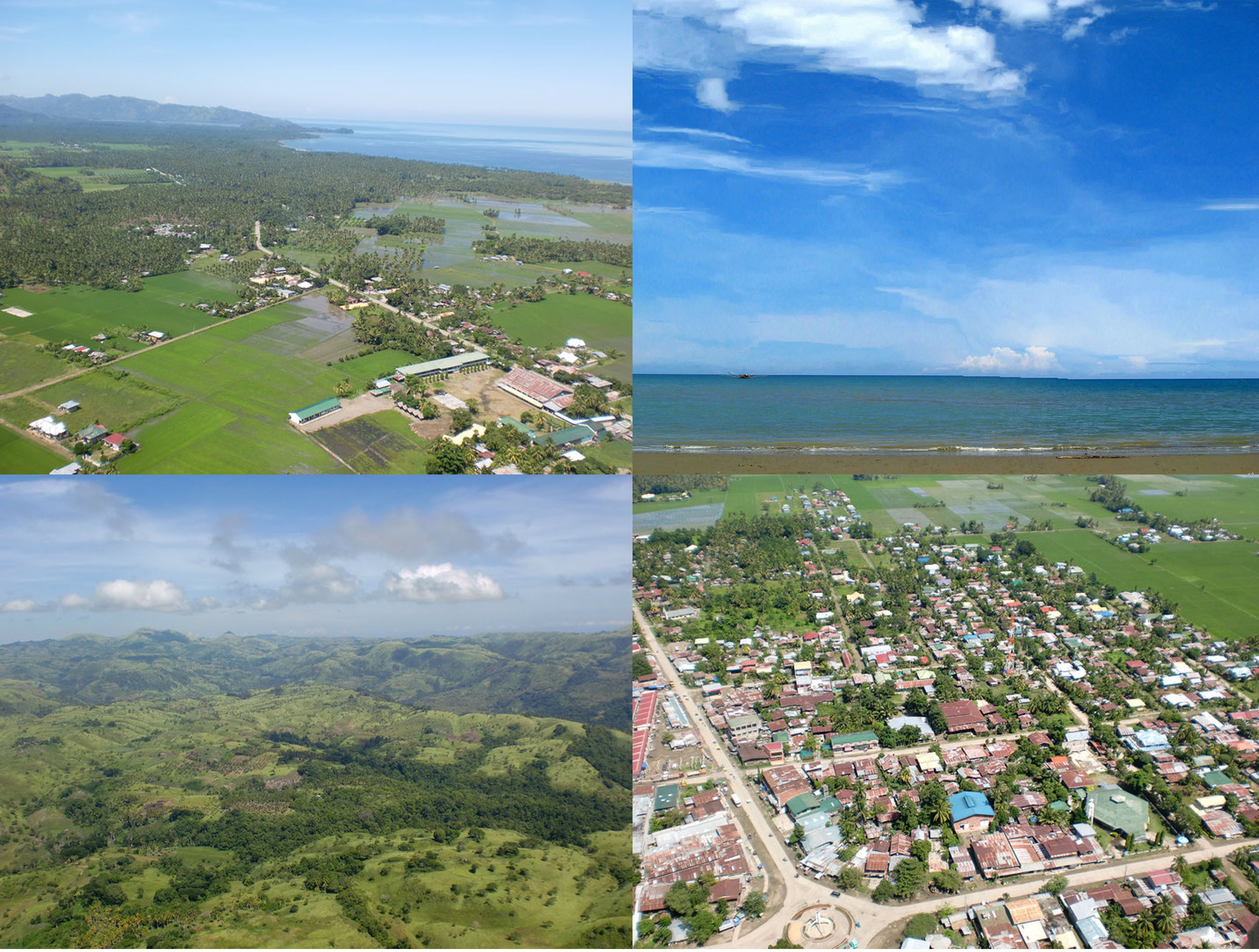
Lebak

Lebak là một đô thị hạng 1 ở tỉnh Sultan Kudarat, Philippines. Theo điều tra dân số năm 2000, đô thị này có dân số 70.899 người trong 13.856 hộ.

## Các đơn vị hành chính
Lebak được chia thành 27 barangay.
| - Aurelio F. Freires (Poblacion II) - Barurao - Barurao II - Basak - Bolebok - Bululawan - Capilan - Christiannuevo - Datu Karon - Kalamongog - Keytodac - Kinodalan - New Calinog - Nuling | - Pansud - Pasandalan - Poblacion I - Poblacion III - Poloy-poloy - Purikay - Ragandang - Salaman - Salangsang - Taguisa - Tibpuan - Tran - Villamonte |